# Тейт (група галерей)
Тейт (англ. Tate) — мережа галерей Великої Британії, в якій представлене найбільше зібрання англійського мистецтва XVI—XX ст. у світі, а також колекція світового та сучасного мистецтва.
В теперішній час мережа Тейт складається із чотирьох художніх галерей:
- Тейт Британія (англ. Tate Britain), Лондон, заснована у 1897 році (спершу відома як Галерея Тейт, перейменована у 2000 році);
- Тейт Ліверпуль (англ. Tate Liverpool), Ліверпуль, заснована у 1988 році;
- Тейт Сент Айвз (англ. Tate St Ives), Сент Айвз, графство Корнуол, заснована у 1993 році;
- Тейт Модерн (англ. Tate Modern), Лондон, заснована у 2000 році.

Планується до відкриття у 2020 році п'ята галерея Тейт у Саутгемптоні.

## Історія

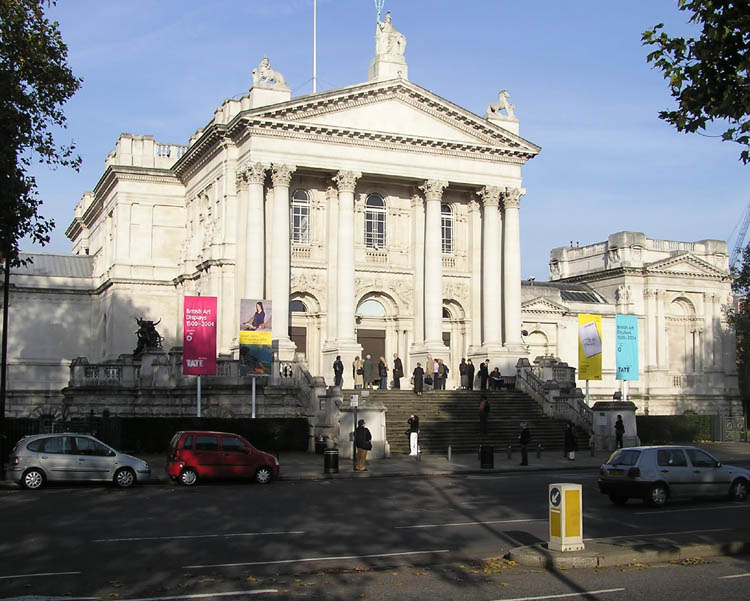
Будівля першої Галереї Тейт, нині Тейт Британія

Перша Галерея Тейт (англ. Tate Galery) була відкрита у Лондоні в центральному районі Міллбанк у 1987 році. Вона була заснована Генрі Тейтом і спершу мала офіційну назву Національна галерея британського мистецтва (англ. National Gallery of British Art). Проте популярнішою була назва — Галерея Тейт, яка стала офіційною у 1932 році.
В основу колекції першої Галереї Тейт було покладене приватне зібрання засновника. У 1926 році до будівлі музею був прибудований відділ іноземного живопису, в якому представлені здебільшого французькі імпресіоністи і постімпресіоністи. У 1987 році в Галереї Тейт відкрилась галерея Клор (англ. Clore Gallery), в якій виставлена найповніша колекція творів Вільяма Тернера.
У 1988 році відкрився філіал галереї в Ліверпулі, а у 1993 році — філіал в Сент-Айвзі.
У травні 2000 року в переобладнаній будівлі колишньої електростанції на південному березі Темзи, навпроти собору св. Павла, була відкрита галерея сучасного мистецтва Тейт Модерн.
У 2000 році Галерея Тейт стала мережею із чотирьох галерей Тейт: Тейт Британія (нова назва для Галереї Тейт у Лондоні), Тейт Модерн, Тейт Ліверпуль і Тейт Сент Айвз.

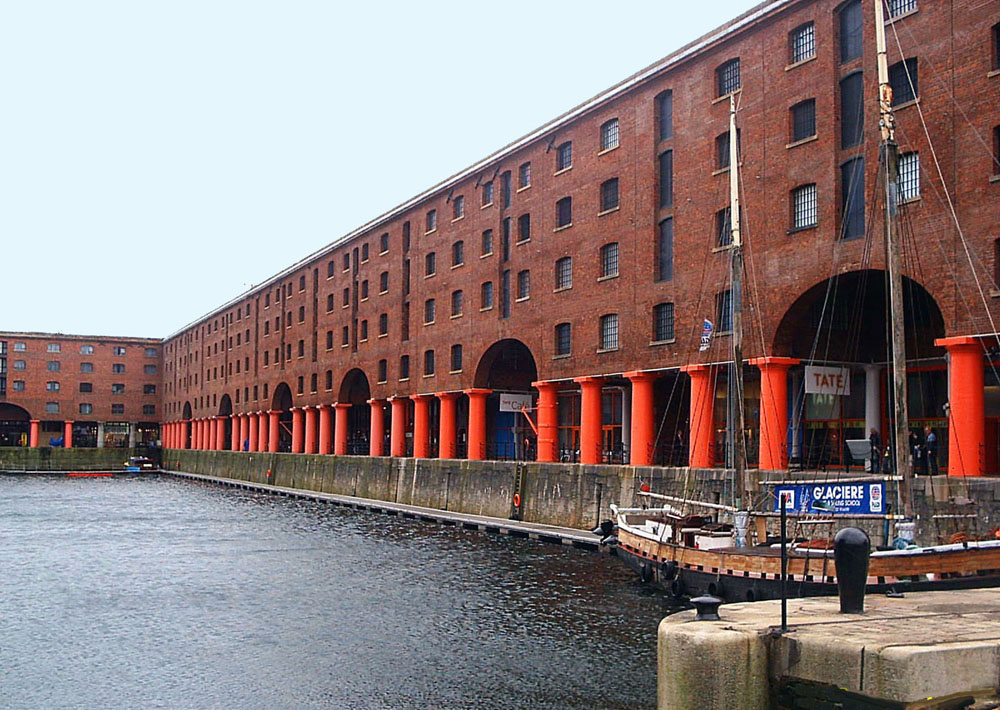
Тейт Ліверпуль
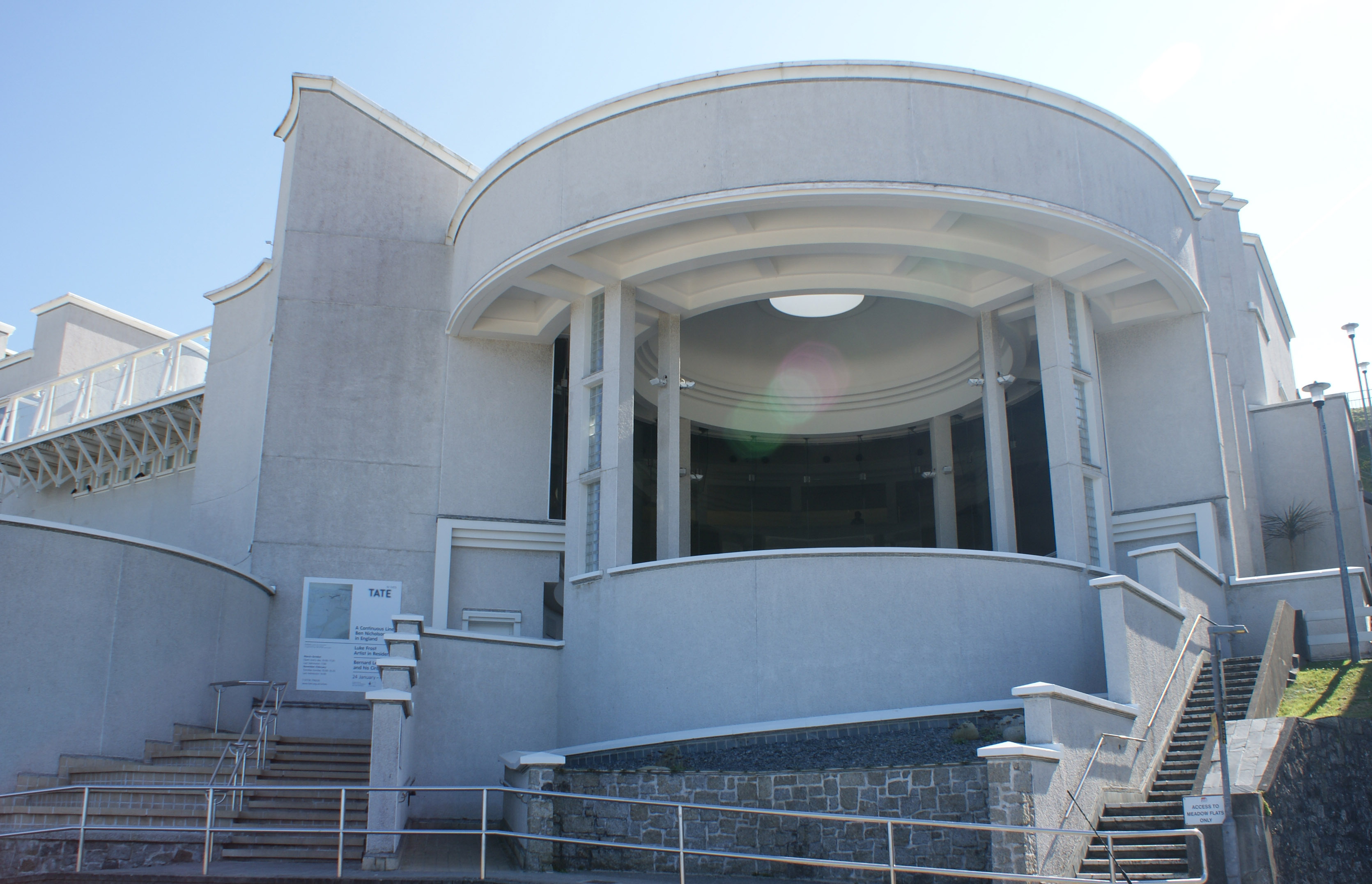
Тейт Сент Айвз
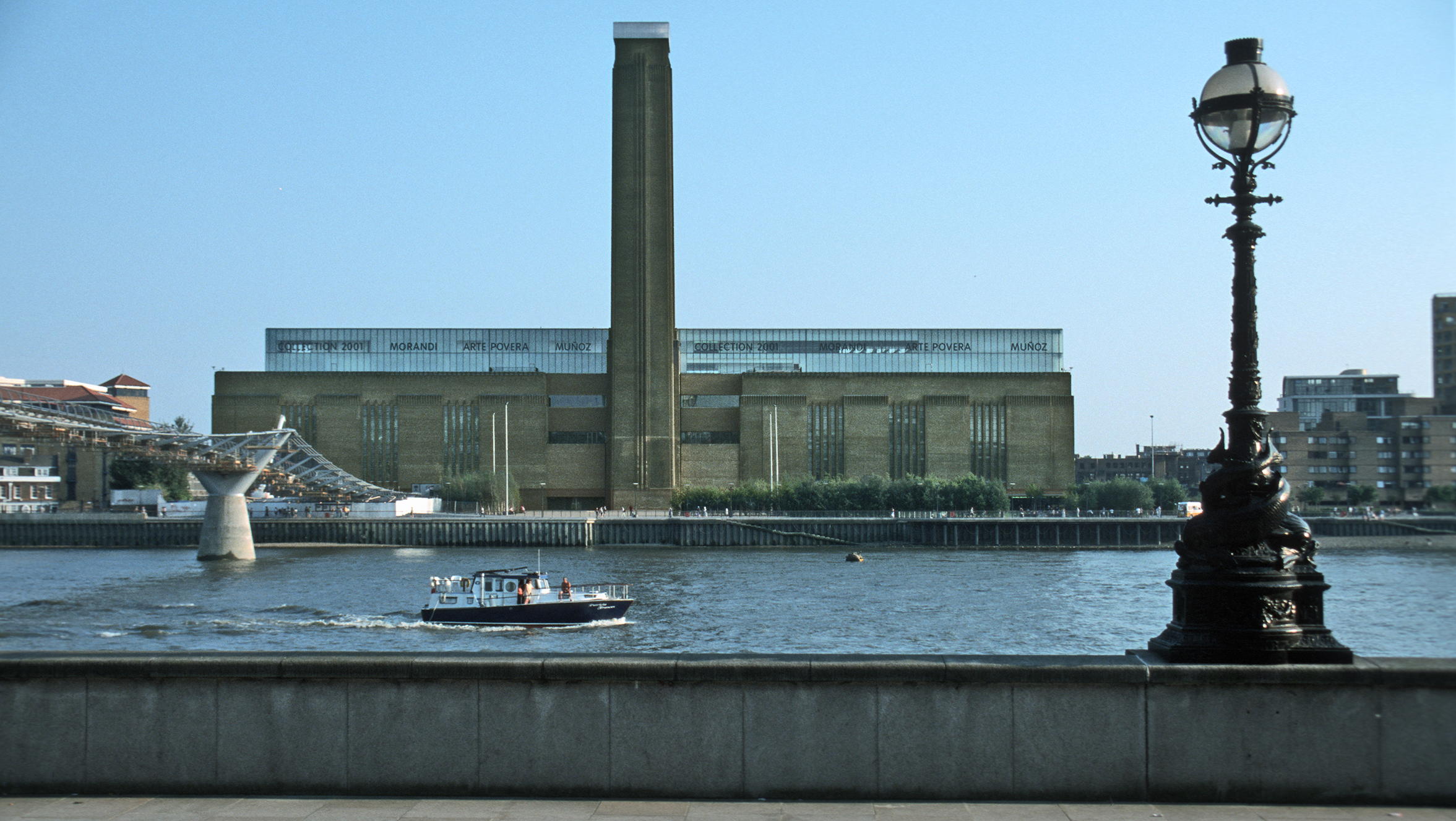
Тейт Модерн

## Директори
Очільник Тейт (формальна назва — Національна галерея британського мистецтва та галереї Тейт (англ. National Gallery of British Art and the Tate Gallery)) — від заснування до 1917 року називався «хранитель», з 1917 року — «директор».
- Сер Чарльз Голройд (1897—1906)
- Дугалд Сазерленд Макколл (1906—1911)
- Чарльз Ейткен (1911—1930)
- Джеймс Болівар Менсон (1930—1938)
- Сер Джон Ротенстейн (1938—1964)
- Сер Норман Рід (1964—1979)
- Сер Алан Бовнесс (1980—1988)
- Сер Ніколас Серота (1988—2017)
- Маріа Белшов (2017—…)[59][60][61]

## Виноски
1. ↑  https://pacscl.exlibrisgroup.com:48994/F/?func=find-b&request=000211986&find_code=SYS
2. ↑  Roy Lichtenstein
3. ↑  Directory of Open Access Journals — 2003.
4. ↑  https://dpconline.org/about/members
5. ↑  https://www.tate.org.uk/art/artworks/dali-autumnal-cannibalism-t01978
6. ↑  https://www.tate.org.uk/art/artworks/hockney-a-bigger-splash-t03254
7. ↑  https://www.tate.org.uk/art/artworks/whistler-nocturne-blue-and-silver-chelsea-t01571
8. ↑  https://www.tate.org.uk/art/artworks/gogh-farms-near-auvers-n04713
9. ↑  https://www.tate.org.uk/art/artworks/dismorr-abstract-composition-t01084
10. ↑  http://www.tate.org.uk/art/artworks/dismorr-related-forms-t02322
11. ↑  https://www.tate.org.uk/art/artworks/warhol-marilyn-diptych-t03093
12. ↑  https://www.tate.org.uk/art/artworks/yiadom-boakye-10pm-saturday-t13655
13. ↑  https://www.tate.org.uk/art/artworks/hockney-mr-and-mrs-clark-and-percy-t01269
14. ↑  https://www.tate.org.uk/art/artworks/twombly-quattro-stagioni-primavera-t07887
15. ↑  https://www.tate.org.uk/art/artworks/nicholson-1943-45-st-ives-cornwall-n05625
16. ↑  https://www.tate.org.uk/art/artworks/cotman-seashore-with-boats-n04785
17. ↑  https://www.tate.org.uk/art/artworks/heron-harbour-window-with-two-figures-st-ives-july-1950-t03106
18. ↑  https://www.tate.org.uk/art/artworks/jones-pencerrig-t08247
19. ↑  https://www.tate.org.uk/art/artworks/turner-snow-storm-steam-boat-off-a-harbours-mouth-n00530
20. ↑  https://www.tate.org.uk/art/artworks/millais-ophelia-n01506
21. ↑  https://www.tate.org.uk/art/artworks/hunt-the-awakening-conscience-t02075
22. ↑  https://www.tate.org.uk/art/artworks/fildes-the-doctor-n01522
23. ↑  https://www.tate.org.uk/art/artworks/spencer-swan-upping-at-cookham-t00525d
24. ↑  https://www.tate.org.uk/art/artworks/ernst-celebes-t01988
25. ↑  https://www.tate.org.uk/art/artworks/ernst-pieta-or-revolution-by-night-t03252
26. ↑  https://www.tate.org.uk/art/artworks/mondrian-composition-with-yellow-blue-and-red-t00648
27. ↑  https://www.tate.org.uk/art/artworks/clave-child-with-a-water-melon-t00302
28. ↑  https://www.tate.org.uk/art/artworks/moynihan-portrait-group-n06079
29. ↑  https://www.tate.org.uk/art/artworks/jones-man-woman-t01059#:~:text=Allen%20Jones%20b.1937,the%20Contemporary%20Art%20Society%201968.
30. ↑  https://www.tate.org.uk/art/artworks/heron-cadmium-with-violet-scarlet-emerald-lemon-and-venetian-1969-t03660
31. ↑  https://www.tate.org.uk/art/artworks/williams-dry-creek-bed-werribee-gorge-i-t12271
32. ↑  https://www.tate.org.uk/art/artworks/guston-black-sea-t03364
33. ↑  https://www.tate.org.uk/art/artworks/wallinger-half-brother-exit-to-nowhere-machiavellian-t07038
34. ↑  https://www.tate.org.uk/art/artworks/currin-honeymoon-nude-t07519
35. ↑  https://www.tate.org.uk/art/artworks/turner-a-wooded-river-scene-at-sunset-d25303
36. ↑  https://www.tate.org.uk/art/artworks/de-wint-river-scene-at-sunset-t07242
37. ↑  https://www.tate.org.uk/art/artworks/bonnard-the-bowl-of-milk-t00936
38. ↑  https://www.tate.org.uk/art/artworks/grant-interior-at-gordon-square-t01143
39. ↑  https://www.tate.org.uk/art/artworks/matisse-back-i-t00081
40. ↑  https://www.tate.org.uk/art/artworks/matisse-the-snail-t00540
41. ↑  https://www.tate.org.uk/art/artworks/picasso-head-of-a-woman-t06928
42. ↑  https://www.tate.org.uk/art/artworks/braque-mandora-t00833
43. ↑  https://www.tate.org.uk/art/artworks/picasso-the-three-dancers-t00729
44. ↑  https://www.tate.org.uk/art/artworks/miro-head-of-a-catalan-peasant-t07521
45. ↑  https://www.tate.org.uk/art/artworks/moore-composition-t00385
46. ↑  https://www.tate.org.uk/art/artworks/magritte-man-with-a-newspaper-t00680
47. ↑  https://www.tate.org.uk/art/artworks/boccioni-unique-forms-of-continuity-in-space-t01589
48. ↑  https://www.tate.org.uk/art/artworks/pollock-number-14-t03978
49. ↑  https://www.tate.org.uk/art/artworks/lichtenstein-whaam-t00897
50. ↑  https://www.tate.org.uk/art/artworks/duchamp-fountain-t07573
51. ↑  https://www.tate.org.uk/art/artworks/blake-the-circle-of-the-lustful-francesca-da-rimini-the-whirlwind-of-lovers-a00005
52. ↑  https://www.tate.org.uk/art/artworks/blake-the-six-footed-serpent-attacking-agnolo-brunelleschi-a00008
53. ↑  https://www.tate.org.uk/art/artworks/blake-job-and-his-family-a00012
54. ↑  https://www.tate.org.uk/art/artworks/blake-satan-smiting-job-with-sore-boils-n03340
55. ↑  https://www.tate.org.uk/art/artworks/blake-behemoth-and-leviathan-a00026
56. ↑  https://www.tate.org.uk/art/artworks/burne-jones-study-of-a-standing-woman-for-the-passing-of-venus-a00061
57. ↑  YouTube API
58. ↑  History of Tate: Directors of Tate. Tate.org.uk. Процитовано 27 квітня 2016.
59. ↑  Brown, Mark; Pidd, Helen (11 січня 2017). Tate to name Maria Balshaw as new director to succeed Serota. The Guardian (брит.). ISSN 0261-3077. Процитовано 11 січня 2017.
60. ↑  Maria Balshaw: Manchester gallery boss to be Tate's first female director. BBC. 17 січня 2017. Процитовано 17 січня 2017.
61. ↑  Mark Brown (17 січня 2017). Maria Balshaw's Tate appointment confirmed by prime minister. The Guardian. Процитовано 17 січня 2017.